# 希拉西蒙
希拉西蒙（法語：Chirassimont，法語發音：[ʃiʁasimɔ̃]）是法国卢瓦尔省的一个市镇，位于该省东部，属于罗阿讷区。

## 地理
希拉西蒙（45°54'49"N, 4°17'7"E）面积10.69 平方千米，位于法国奥弗涅-罗讷-阿尔卑斯大区卢瓦尔省，该省份为法国中南部省份，北起顺时针与索恩-卢瓦尔省、罗讷省、伊泽尔省、阿尔代什省、上盧瓦爾省、多姆山省和阿列省接壤。
与希拉西蒙接壤的市镇（或旧市镇、城区）包括：富尔诺、马谢扎勒、冈河畔圣科隆布、圣西尔德瓦洛日、圣瑞斯特拉庞迪。
希拉西蒙的时区为UTC+01:00、UTC+02:00（夏令时）。

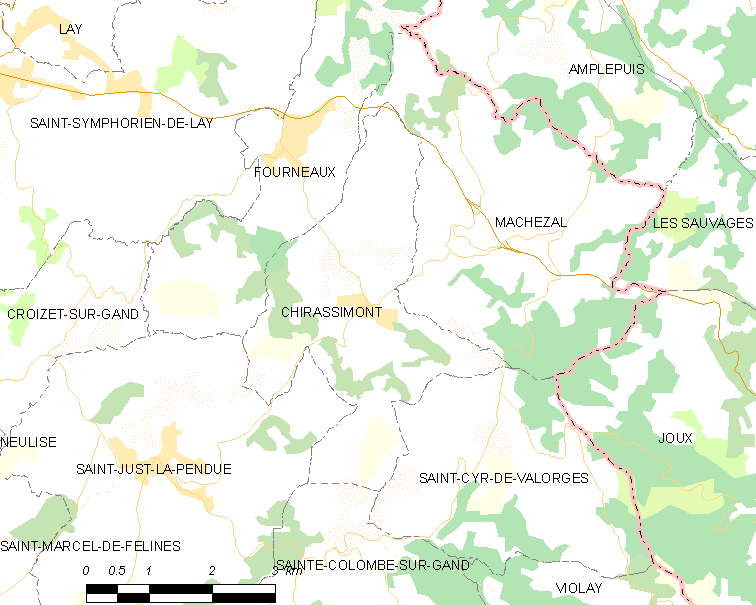
希拉西蒙的OSM定位图

## 行政
希拉西蒙的邮政编码为42114，INSEE市镇编码为42063。

## 政治
希拉西蒙所属的省级选区为勒科托县。

## 交通
卢瓦尔省省道D5线和D49线在市中心交汇。

## 人口

1962-2008年间希拉西蒙人口变化图示

希拉西蒙于2022年1月1日时的人口数量为388人。